# Kolobopetalum
Kolobopetalum, biljni rod iz porodice Menispermaceae, dio je tribusa Burasaieae. Rodu pripadaju četiri vrste iz zapadne tropske Afrike
Rod je opisan u Botanische Jahrbücher für Systematik, Pflanzengeschichte und Pflanzengeographie 26: 410. 1899.

## Vrste
1. Kolobopetalum auriculatum Engl.
2. Kolobopetalum chevalieri (Hutch. & Dalziel) Troupin
3. Kolobopetalum leonense Hutch. & Dalziel
4. Kolobopetalum ovatum Stapf